# پروتکل خط موازی اینترنت
این مقاله در حال ترجمه است.
Parallel Line Internet Protocol ( PLIP ) یک پروتکل شبکه رایانه ای برای ارتباطات مستقیم کامپیوتر به کامپیوتر با استفاده از پورت موازی است که معمولاً برای اتصالات به چاپگر استفاده می شود.  
پروتکل خط موازی ایترنت خدمات لایه پیوند  برای پروتکل اینترنت, پروتکل مورد استفاده برای  تشکیل شبکه های محلی  کوچک و بزرگ شبکه های کامپیوتری از جمله اینترنترا قادر می سازد کامپیوتر بدون استاندارد اختصاصی شبکه و سخت افزار مانند اترنتاما با پورت موازی دستگاه برای برقراری ارتباط است.

## عملیات
Internet Protocol Suite یک مدل شبکه ای مبتنی بر استاندارد و اطلاعات  نرم افزاری برای شکل گیری شبکه های کوچک و بزرگ رایانه ای است ، از شبکه های محلی گرفته تا سیستم های ارتباطی گلوبال، مانند اینترنت. این کار معمولاً توسط ویژگیهای نرم افزاری و سخت افزاری که از کارتهای رابط شبکه اترنت ، کابل کشی و سویچ هاب یا نتورک استفاده می کنند ، به راه می افتد 
رایانه های شخصی اولیه از سخت افزار اترنت در طراحی خود استفاده نمی کردند و آداپتورهای گذرگاه در ابتدا بسیار گران قیمت  بودند. یک راه حل برای استفاده از درگاه موازی استاندارد در آن زمان بود که معمولاً برای اتصال به پرینتر یا دستگاه خروجی  استفاده می شود. درگاه ها در  دو  کامپیوتر به وسیله null-printer-cable به یکدیگر  متصل می شوند که گاهی به ان کابل laplinkنیز می گویند.
کابل laplink ، برای هر جهت ، پنج پین خروجی یک درگاه موازی را به پنج پین ورودی روی درگاه مخالف اتصال می دهد. به دلیل عدم وجود زمان بندی داخلی در درگاه های  های موازی ، همگام سازی از طریق دست دادن نرم افزار اجرا می شود: از پنج پین چهار تا برای انتقال دیتا و یکی برای همگام سازی استفاده می شود. مقادیر منطقی موجود در این پین ها ها مستقیماً توسط نرم افزار از طریق دستورالعمل ورودی یا خروجی خوانده و نوشته می شوند.
این متد خطوط داده دو طرفه دو دستگاه را بدلیل  اجتناب  از اکتیو بودن  همزمان هر دو خط به هم متصل نمی کند. خطوط وضعیت ERROR ، SLCT ، PAPOUT ، ACK و BUSY در یک دستگاه به ترتیب به پین داده های d0 تا d4 متصل می شوند.
انتقال یک بایت با تقسیم آن به دو قسمت که هر کدام  چهار بیت هستند انجام   می شود. هر شتاب با تنظیم چهار خط داده مطابق با چهار بیت نیبل و سپس ضامن خط تأیید منتقل می شود. این ضامن میزبان دریافت کننده را نشان می دهد که نیبل آماده خواندن است. پس از اینکه میزبان گیرنده nibble را خواند ، خط همگام سازی خود را ضامن می کند تا به فرستنده بگوید که nibble خوانده شده و ممکن است مورد جدیدی ارسال شود. هر دو میزبان از یک ضامن در خطوط تأیید خود استفاده می کنند تا نشان دهد که عملیات خواندن یا نوشتن انجام شده است. در نتیجه ، هر میزبان قبل از شروع عملیات جدید باید منتظر ضامن میزبان دیگر باشد.

به عنوان مثال ، انتقال نیش زدن0010 به شرح زیر ادامه می یابد:
```
 t->r lines    r->s lines   operation
 
 00010      0xxxx      transmitter sets data lines to 0010
 10010      0xxxx      transmitter toggle ACK line
                 receiver detects toggle and reads 0010
 10010      1xxxx      receiver toggle ACK line
                 transmitter detects toggle

```

هنگامی که فرستنده ضامن را تشخیص می دهد ، این روش برای نیش زدن بعدی تکرار می شود.
بسته های پروتکل اینترنت پس از کپسوله سازی آنها در بسته های PLIP قبل از انتقال از طریق خط ، از طریق خط ارسال می شوند. بسته کپسوله شده دارای ساختار زیر است:
- طول بسته: 2 بایت ، اندیان کمی
- سربرگ اترنت (بیشتر برای سازگاری به عقب استفاده می شود)
- بسته IP
- checksum: 1 بایت ، جمع مدول 256 بایت در بسته

طول و مجموع چک فقط در قسمت دوم و سوم محاسبه می شود ، به طوری که کل طول واقعی بسته سه برابر بیشتر از طول گزارش شده در دو بایت اول بسته است.

## روش های مشابه
یک ویژگی مشابه برای درگاه های ارتباطی سریال ، پروتکل اینترنت Serial Line (SLIP) است که از کابل های مودم null استفاده می کند ، اما امکان انتقال چهار بیت در یک زمان و نه یک بله را فراهم می کند. به طور کلی در بیت ریت بالاتر کار می کند. این روش بر اساس استاندارد "Crynwr" ساخته شده توسط راس نلسون است .
همچنین ممکن است از اترنت به عنوان یک روش ارتباط مستقیم کامپیوتر به رایانه با استفاده از کابل متقاطع اترنت استفاده شود.
سایر اتصالات نقطه به نقطه ، مانند پل های میزبان USB به میزبان یا کابل ها نیز برای انتقال پرونده ها بین دو رایانه در مواردی که شبکه لازم نیست یا در دسترس است ، استفاده می شوند.

## همچنین ببینید
- پروتکل PPP نقطه به نقطه
- اتصال مستقیم کابل
- پروتکل اینترنت خط سریال (SLIP)

## لینک های خارجی
- توضیحات PLIP
- PLIP نحوه نصب را نصب کنید
- PLIP-install-HOWTO
- شرح پروتکل PLIP توسط الساندرو روبینی